# Pakisan (Kubutambahan)
Pakisan is een bestuurslaag in het regentschap Buleleng van de provincie Bali, Indonesië. Pakisan telt 4247 inwoners (volkstelling 2010).